# Irdyner Sumpf
Der Irdyner Sumpf (ukrainisch Ірдинське болото) befindet sich in der Oblast Tscherkassy im Tal des Dnepr.

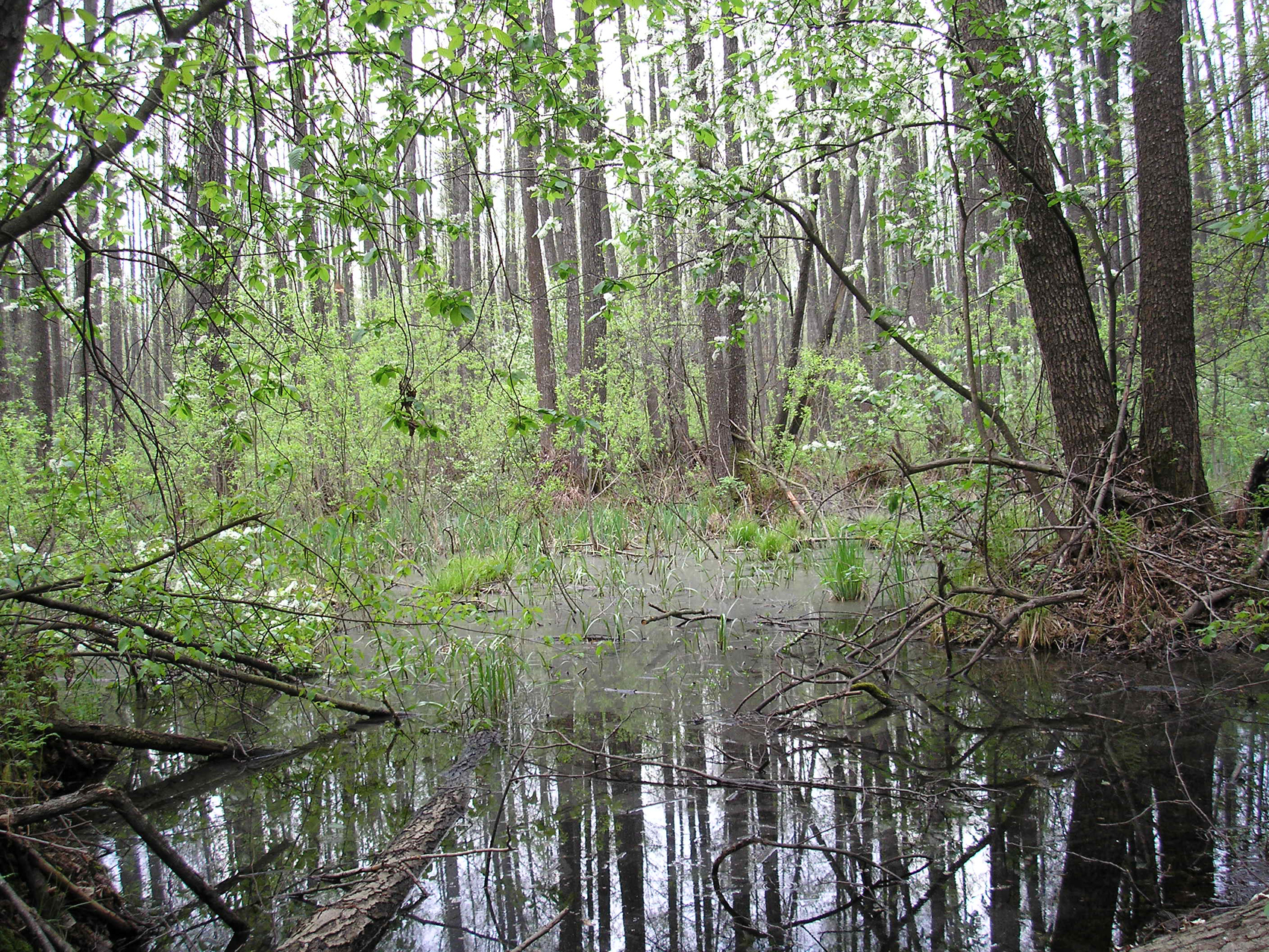
Irdyner Sumpf

Das Gebiet ist ca. 7375 ha groß und die Torfschicht ist ca. 3,6 – 7,5 m dick.
Es liegt teilweise im Dneprhochland in der Eurasischen Steppe, im Südosten an die Donezplatte grenzend. Der Sumpf nimmt das frühere Flussbett des Dnepr ein. Als Terrasse (Geologie) erstreckt sich das Gebiet bis zu dem Hochland. Die Fließrichtungen ergaben sich aus dem Rückzug des Gletschers, wodurch die Wassermenge abnahm. In entgegengesetzter Richtung laufen die Flüsse Irdynka und Irdyn aus dem Sumpf ab.
Zu der vielfältigen Vegetation des Gebietes gehören die Schwarz-Erle, die Espe, Birken, Weiden und Seggen. Weiterhin findet sich Schilfrohr, Rohrkolben. Die Ausläufer in Richtung Tscherkassy gehen in ein Waldgebiet mit Kiefern-Beständen über.
Der Fischbestand ist mit Karausche, Schleie und Schlammpeitzger eher arm. Unter den Reptilien finden sich Europäische Sumpfschildkröte, Blindschleiche, Östliche Smaragdeidechse, Ringelnatter und Kreuzotter, unter den Amphibien Teichmolch, Erdkröte und Laubfrösche. Es gibt 189 Vogelarten in dem Gebiet, wovon 25 in der Roten Liste der Ukraine genannt sind. Am häufigsten sind Buchfink, Kohlmeise, Buntspecht, Amsel und Singdrossel. Zu den heimischen Säugetieren gehören Wildschwein, Reh, Vulpes, Feldhase, Baummarder, Eichhörnchen, Bisamratte, Europäischer Biber, Rothirsch und Marderhund. Außerdem gibt es kleine Kolonien von Großer Abendsegler.
Der Abbau von Torf wurde erstmals 1856 in der Nähe von Smila begonnen. In den südlichen Sümpfen wurden im frühen 20. Jahrhundert weitere Versuche zum manuellen Torfabbau sowie zur Entwässerung unternommen. 1938 wurden Bagger eingesetzt. Im Deutsch-Sowjetischen Krieg fanden hier keine Arbeiten statt. Ab 1963 entstanden neue Abbauzonen, woraus sich ein See gebildet hat.